# Japigny
Japigny is een monotypisch geslacht van straalvinnige vissen uit de familie van de Amerikaanse mesalen (Sternopygidae).

## Soort
- Japigny kirschbaum Meunier, Jégu & Keith, 2011